# Giacomo Franzoni
Giacomo Franzoni (Gênova, 5 de dezembro de 1612 - Roma, 19 de dezembro de 1697) foi um cardeal do século XVIII

## Biografia
Nasceu em Gênova em 5 de dezembro de 1612. De família nobre, rica e influente, que deu a Gênova vários senadores e um doge. Filho do Marquês Anfrano Franzoni e Girolama Fieschi. Outro cardeal da família foi Giacomo Filippo Fransoni (1826). Seu primeiro nome também está listado como Jacopo; e seu sobrenome como Franzone; e como Fransoni.
Estudou Direito na Universidade de Bolonha; por causa da peste, teve que ir para a Universidade de Pádua para continuar sua formação jurídica; depois que a peste desapareceu, ele voltou para a Universidade de Bolonha para estudar teologia; e também obteve um doutorado utroque iure , tanto em direito canônico quanto em direito civil.
Aos dezesseis anos, contra a vontade da família, decidiu abraçar o estado eclesiástico. Foi para Roma em 1639. Referendário do Tribunal da Assinatura Apostólica, 1639. Presidente da Câmara Apostólica, 1641. Clérigo da Câmara Apostólica e presidente delle Strade , 1642, e mais tarde delle Armi . No pontificado do Papa Inocêncio X, foi nomeado ecônomo geral da Câmara Apostólica; e presidente delle fortezze marittime , 1654. Prefeito delle milizie do Estado Papal. Recusada a promoção ao cardinalato e ao episcopado na sé de Ferrara oferecida pelo Papa Inocêncio X. Presidente da milícia do Castelo Sant'Angelo , Roma, 1655.
Criado cardeal e reservado in pectore no consistório de 29 de abril de 1658; publicado no consistório de 5 de abril de 1660; recebeu o gorro vermelho e a diaconia de S. Maria em Aquiro, 19 de abril de 1660. Legado em Ferrara, 5 de maio de 1660; ocupou o cargo até 1664.
Eleito bispo de Camerino em 7 de junho de 1666. Consagrada em 13 de junho de 1666 a igreja de Santa Maria in Vallicella, Roma, pelo cardeal Neri Corsini, auxiliado por Carlo de' Vecchi, ex-bispo de Chiusi, e por Emilio Bonaventura Altieri, ex- bispo de Camerino. Participou do conclave de 1667, que elegeu o Papa Clemente IX. Optou pela diaconia de S. Maria in Cosmedin, em 14 de janeiro de 1669. Participou do conclave de 1669-1670, que elegeu o Papa Clemente X. Optou pela ordem dos presbíteros e pelo título de S. Pancrazio, em 14 de maio de 1670. Optou pelo título de S. Maria in Aracoeli, em 27 de fevereiro de 1673. Camerlengo do Sagrado Colégio dos Cardeais, de 15 de janeiro de 1674 a 28 de janeiro de 1675. Participou do conclave de 1676, que elegeu o Papa Inocêncio XI]. Optou pelo título de S. Maria della Pace, em 30 de abril de 1685. Optou pela ordem dos bispos e pela sé suburbicária de Frascati, em 10 de novembro de 1687. Participou do conclave de 1689, que elegeu o Papa Alexandre VIII. Participou do conclave de 1691, que elegeu o Papa Inocêncio XII. Optou pela sede suburbicária de Porto e Santa Rufina, a 28 de setembro de 1693. Subdecano do Sacro Colégio dos Cardeais (1) . Renunciou ao governo da sé de Camerino antes de 23 de novembro de 1693.
Morreu em Roma em 19 de dezembro de 1697, após uma doença de dezoito meses. Exposto e enterrado na igreja de S. Maria em Vallicella, Roma, de acordo com sua vontade expressa, um testemunho de sua devoção por São Filippo de Neri.